# وليد الجيلاني
وليد عبده صالح الجيلاني  من مواليد مدينة تعز بدأ الغناء في المدرسة وفي الحارة التي يقطنها ويتواجد فيها أغلب فناني الحالمة والفرق الموسيقية.
في العام 2005- 2006م سافر وليد للعمل في السعودية وهناك تقدم للمشاركة في مسابقة «أجمل صوت» لينال لقب هذا البرنامج الذي كان يعرض على شاشة MBC.
بعد هذا البرنامج استمر وليد مع أربعة مشاركين آخرين من خلال برنامج «ألبوم» الذي كان يعرض على شاشتي MBC وقناة وناسة والذي كان يشرف عليه الفنان راشد الماجد والملحن ناصر الصالح الذي أثنى على أداء وليد لأغنية الأماكن التي لحنها هو لفنان العرب محمد عبده.
تم تكريمه من قبل وزير الثقافة خالد الرويشان من خلال حفل فني أقيم على صالة المركز الثقافي بصنعاء في تاريخ 21/3/2007م.
حصل على عقد عمل كمطرب في البحرين والتي يقيم فيها حالياً مع شقيقه ذي يزن.
حظى الجيلاني بدعم شعبي كبير وتحرك بعض رجال المال والأعمال لدعمه وكان أولهم رجل الأعمال جميل طه الذي نفذ لوحة عملاقة في قلب مدينة تعز تحث المواطنين على التصويت للجيلاني.. اليمنيون لا يفرحون إلاّ نادراً وفي مناسبات قليلة وينتظرون من الجيلاني أن يفوز بجائزة هذا الموسم ليرسم الابتسامة علي شفاههم. وإلى الآن يسير بخطى ثابتة نحو اللقب الذي يحظى بمنافسة قوية من فنانين يمثلون معظم الدول العربية وقد امتدحتة لجنة تحكيم برنامج عرب ايدول وأشادت بصوته وبثقته بنفسه أما الفنانة نانسي عجرم فقد قيل أنها تبكي عندما سمعت صوته لأنه يلامس شفاف قلبها.

## خروجه من عرب ايدول
غادر وليد الجيلاني برنامج عرب ايدول بعد أن نال أقل نسبة تصويت في حلقة النتائج الأخيرة، الأمر الذي صدم الجمهور وأعضاء لجنة التحكيم أيضاً، الذين أعربوا عن حزنهم لهذه النتيجة. وفور إعلان النتيجة مباشرةً على الهواء، إكتظّت صفحة عرب ايدول الرسمية على فيسبوك بالتعليقات الغاضبة المُندّدة بإقصاء وليد الذي تعرّض بنظرهم إلى الظلم، ووقع ضحية لتزوير النتيجة.
على ما يبدو، لم يتأثّر وليد بخروجه من البرنامج، إذ أنّه أسرع لتحضير أغنية جديدة بعنوان «الجراءة كرم» سيطرحها في الأسواق قريباً، وهي من كلمات عبد اللطيف آل الشيخ وألحان ناصر الصالح وتوزيع مدحت خميس.